# Basijávri
Basijávri eller Pasijävri är en sjö i Finland. Den ligger i kommunen Utsjoki i landskapet Lappland, i den norra delen av landet, 1 000 km norr om huvudstaden Helsingfors. Basijávri ligger 270,9 meter över havet. Arean är 18,3 hektar och strandlinjen är 7,03 kilometer lång. Sjön  ingår i Tana älvs huvudavrinningsområde.   Omgivningarna runt Basijávri är i huvudsak ett öppet busklandskap.
I övrigt finns följande vid Basijávri:
- Passitshokka (en kulle)